# Commission centrale des affaires étrangères du Parti communiste chinois
La commission centrale des affaires étrangères est une commission du Comité central du Parti communiste chinois (PCC) qui exerce un contrôle général sur les questions liées aux affaires étrangères. Depuis la réforme de 2018, la commission centrale des affaires étrangères et son bureau sont le centre de décision des affaires étrangères de la république populaire de Chine.
La commission est actuellement présidée par le secrétaire général du PCC et président Xi Jinping, avec le Premier ministre comme adjoint. Le principal organe d'exécution de la commission est le bureau central des affaires étrangères, qui est actuellement dirigé par l'ancien ministre des Affaires étrangères Wang Yi.

## Historique
La commission est créée en mars 1958 sous le nom de « groupe dirigeant du Comité central chargé des affaires étrangères », par une circulaire du Comité central du Parti communiste chinois. Chen Yi, qui succède à Zhou Enlai comme ministre des Affaires étrangères en prend la direction.   
En 1981, un bureau des affaires étrangères est créé au sein du Conseil des affaires de l'État, pour fournir des conseils sur les affaires étrangères aux principaux dirigeants, en particulier à Li Xiannian – alors président du groupe dirigeant du Comité central chargé des affaires étrangères. La direction du bureau est confiée au diplomate Ji Pengfei.   
Après la répression des manifestations de la place Tian'anmen en 1989, le bureau des affaires étrangères est chargé par les dirigeants chinois de s'engager dans une diplomatie secrète avec la Maison Blanche. Le diplomate Liu Huaqiu (en), membre du bureau des affaires étrangères, est alors chargé des liaisons avec les administrations successives Bush et Clinton. Bien que le ministère des Affaires étrangères reste au centre de l'ensemble des prérogatives des affaires étrangères, le bureau est de plus en plus impliqué dans la conduite diplomatique ; Liu Huaqiu est promu directeur du bureau en 1994.   
En 1998, après avoir consolidé son pouvoir après la mort de Deng Xiaoping, Jiang Zemin transfert la tutelle du bureau des affaires étrangères, du Conseil des affaires de l'État au groupe dirigeant. Dénommé bureau central des affaires étrangères, il est dirigé par Liu Huaqiu. Ce transfert de tutelle caractérise un processus de concentration du pouvoir des affaires étrangères au sein du Parti, au détriment du système étatique de la RPC.
En 2005, le président Hu Jintao nomme le diplomate Dai Bingguo directeur du bureau central ; puis en 2007, il promeut ce dernier conseiller d'État – faisant du poste de directeur du bureau central un rang supérieur à celui de ministre des Affaires étrangères.
Président du groupe dirigeant depuis avril 2012, Xi Jinping nomme l'ancien ministre des Affaires étrangères Yang Jiechi directeur du bureau central. En sa qualité de conseiller d'État, ce dernier a un rang supérieur à celui du nouveau ministre des Affaires étrangères Wang Yi. 
Cependant, malgré la supériorité hiérarchique du directeur du bureau central, le bureau est souvent contourné par certaines agences gouvernementales qui considèrent son organe de tutelle – le groupe dirigeant – comme inférieur dans la hiérarchie du Parti . Pour y répondre, dans le cadre d'une réorganisation du Comité centrale du PCC en début de son deuxième mandat, Xi Jinping remodèle la structure organisationnelle de la conduite des affaires étrangères. Il relève le groupe dirigeant au rang de commission – dénommée commission centrale des Affaires étrangères –. Dans le même temps, Yang Jiechi reconduit à la direction du bureau central est promu au poste de membre du bureau politique du Parti. Cette mise à niveau renforce le contrôle du Parti sur la politique étrangère de la Chine ; toutes les décisions de politique étrangère doivent être prises ou approuvées par la commission.

## Rôle de la commission
La commission centrale des affaires étrangères et son bureau occupent un rôle central dans l'organisation de la conduite des affaires étrangères de la Chine au-delà du domaine de l'État traditionnel. Pour répondre à la conception de « diplomatie élargie » du président Xi Jinping, le bureau central des affaires étrangères coordonne non seulement l'ensemble des acteurs étatiques (le ministère des Affaires étrangères, le ministère du Commerce, et les activités de politique étrangère du ministère de la Sécurité de l'État, du ministère de la Sécurité publique et du bureau des affaires chinoises d'outre-mer), mais aussi les organes du Parti ayant des relations extérieures (le bureau des affaires taïwanaises, le bureau des affaires de Hong Kong et de Macao, le département international, le département de la propagande et l'Armée populaire de libération). 

## Organisation

### Présidence

#### Présidents du groupe dirigeant du Comité central chargé des affaires étrangères
- Chen Yi (ministre des Affaires étrangères), du 6 mars 1958 à mai 1966[6] ;
- Geng Biao (ministre de la Défense nationale), de mars 1981 au 8 juillet 1983[6] ;
- Li Xiannian (vice-président du PCC et président de la RPC), du 8 juillet 1983 à 1988[6] ;
- Li Peng (membre du Comité permanent du bureau politique du PCC et Premier ministre), de 1988 à 1993[6] ;
- Jiang Zemin (secrétaire général du PCC et président de la RPC), de 1993 à 2003[6] ;
- Hu Jintao (secrétaire général du PCC et président de la RPC), de 2003 à 2012[6] ;
- Xi Jinping (secrétaire général du PCC et président de la RPC), d'avril 2012 à mars 2018.

#### Présidents de la Commission centrale des affaires étrangères
- Xi Jinping (secrétaire général du PCC et président de la République), depuis mars 2018.

### Bureau central des affaires étrangères
Le bureau central des affaires étrangères est responsable des activités quotidiennes de la commission. Il est dirigé par un directeur – également membre du bureau politique – et par un directeur adjoint. Le bureau se compose d'un personnel de 200 à 300 personnes ; il est une source privilégiée d’information pour le président.

#### Directeurs du bureau des affaires étrangères
- Ji Pengfei, de 1981 à 1982 ;
- Liu Shuqing, de 1988 à août 1991 ;
- Qi Huaiyuan (en), d'août 1991 à novembre 1994 ;
- Liu Huaqiu (en), de novembre 1994 à 1998 ;

#### Directeurs du bureau central des affaires étrangères
- Liu Huaqiu (en), de 1998 à avril 2005 ;
- Dai Bingguo (en), d'avril 2005 à août 2013 ;
- Yang Jiechi, d'août 2013 au 1er janvier 2023 ;
- Wang Yi, depuis le 1er janvier 2023[2].